# Mikhaylov Island
Mikhaylov Island (ryska: Остров Михайлова: Michajlovön) är en ö i Antarktis. Den ligger i havet utanför Östantarktis. Australien gör anspråk på området.